# Kulbaki
Kulbaki (rusky Кульбаки) jsou vesnice v gluškovském okrese v Kurské oblasti v evropské části Ruska. V roce 2010 zde žilo 766 obyvatel.

## Geografie
Vesnice se nachází na levém břehu řeky Siňak, 14 km jihovýchodně od okresního centra Gluškovo, 110 km jihozápadně od Kurska a 36 km severně od ukrajinského města Sumy. Kulbaki se táhnout na sever k řece Mužica. Z východu k vesnici přiléhá obec Novoivanovka. V obci je velký rybník.

## Etymologie
Původ názvu obce Kulbaki není znám, ale existuje místní legenda, že kdysi projížděl vesnicí neznámý jezdec, který se místních vesničanů ptal na „kulbaczi“. Místní lidé netušili, co to slovo znamená, tak jim jezdec vysvětlil, že kulbaczi znamená postroj pro koně. Vesničané mu darovali postroj a od té doby se jejich osada nazývala Kulbaki. Tato legenda o neznámém jezdci se občas mění na to, že jednalo o kozáka, který zde hledal kulbaka, což bylo ve staré polštině označení pro zadní sedlovou brašnu. Tato legenda dává názvu obce romantický a historický kontext, i když etymologický původ názvu zůstává nejasný.

## Historie
První písemná zmínka o obci pochází z roku 1680, předpokládá se, že osada vznikla jen krátce předtím. V únoru 1705 zde začala výstavba prvního kostela. Podle listiny z roku 1722 byla obec v majetku Ivana Matvejeviče Dubrovského, který vlastnil i soukennou manufakturu v nedalekém Gluškovu. 
V roce 1897 byla většina obyvatel obce negramotná, přičemž přibližně 95 % vesničanů z Kulbaki neumělo číst ani psát.
V roce 1929 bylo v Kulbakách založeno šest kolchozů. V roce 1937 byla v obci postavena budova střední školy.
Během druhé světové války, v roce 1941, byla vesnice téměř zcela zničena německým wehrmachtem. Škola, veřejné budovy i nejlepší domy byly zničeny a kolchozy vypleněny. Kulbaki byly osvobozeny v roce 1943, během války zahynulo 406 obyvatel obce.
V roce 1950 byl založen velký kolchoz Imeni Lenina. Mezi lety 1961 a 1979 byla v rámci kolchozu postavena nová střední škola s kapacitou 640 žáků, tři kulturní domy, dvě knihovny a několik obchodů, V roce 1997 byl kolchoz přejmenován na zemědělské družstvo Kulbaki.
Dne 10. března 2024 v důsledku ukrajinského ostřelování obce během rusko-ukrajinské války shořela jedna obytná budova a v ní zemřela jedna žena, její manžel utrpěl rozsáhlé popáleniny. Dne 17. června 2024 byl na Kulbaki podniknut ukrajinský dronový útok, který ale nikoho nezranil.
Dne 6. srpna 2024 došlo k ukrajinskému tažení do Kurské oblasti, v následujících dnech musel být celý gluškovský okres, včetně obce Kulbaki, evakuován. Dne 20. srpna 2024 se ukrajinská vojska přiblížila k obci Kulbaki, ale nepodařilo se jim vesnici dobýt.

## Doprava
Kulbaki mají přístup k několika významným dopravním cestám. Leží 14 km od regionální silnice 38K-040, která spojuje Chomutovku, Rylsk, Gluškovo, Ťotkino a vede až k hranicím s Ukrajinou. Dále je obec vzdálena 5,5 km od silnice 38K-006, která vede z Koreněva do Troického, a 4,5 km od silnice 38K-007, která ji spojuje s Gluškovem.
Nejbližší železniční stanice Gluškovo je vzdálená 5 km a leží na 322 km trati Lgov-Kyjev.
Kulbaki se nachází 142 km od mezinárodního letiště v Bělgorodu.